# Fortificațiile Sebeșului
Fortificațiile Sebeșului este un ansamblu de monumente istorice aflat pe teritoriul municipiului Sebeș. În Repertoriul Arheologic Național, monumentul apare cu codul 1883.11.01.

## Galerie

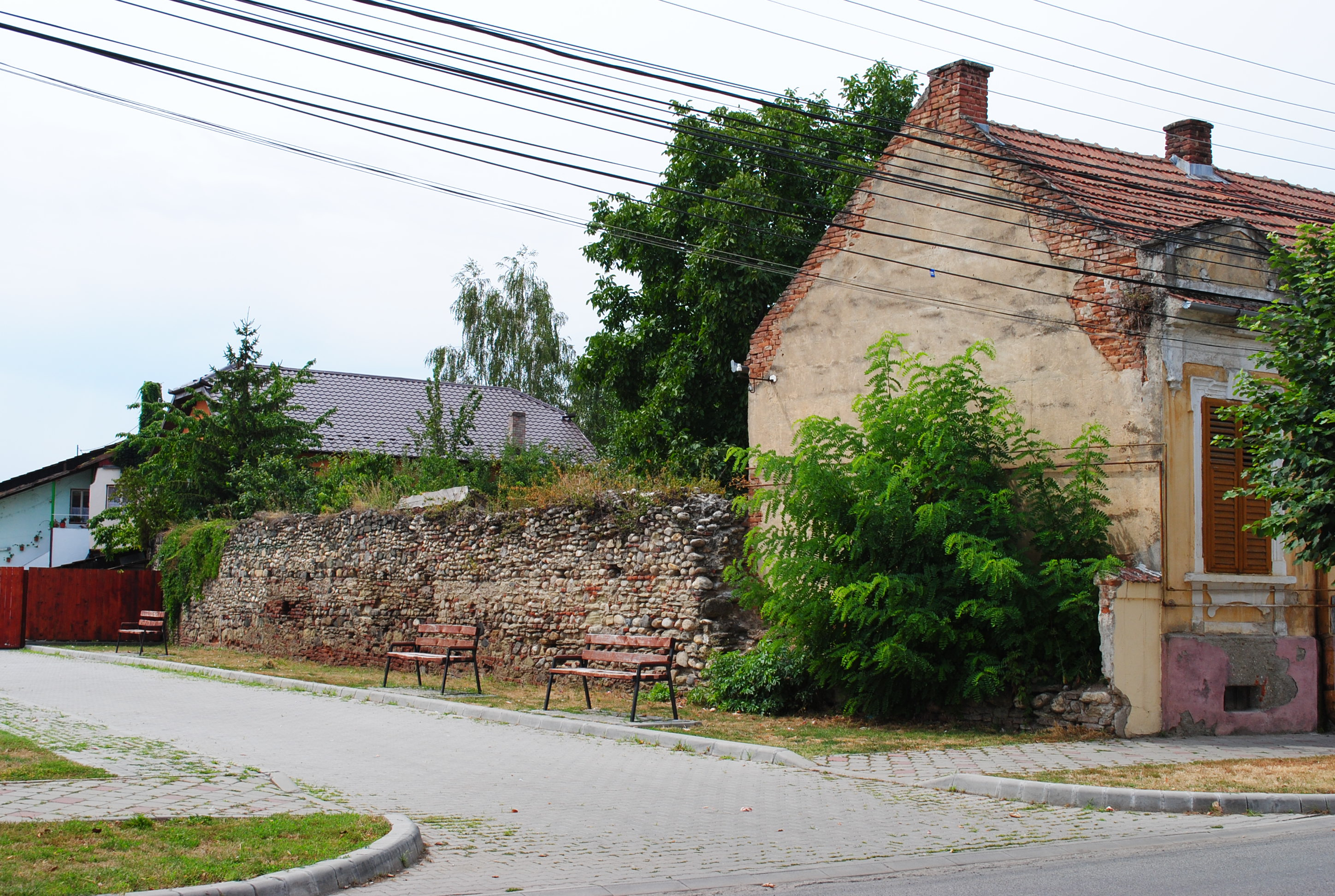
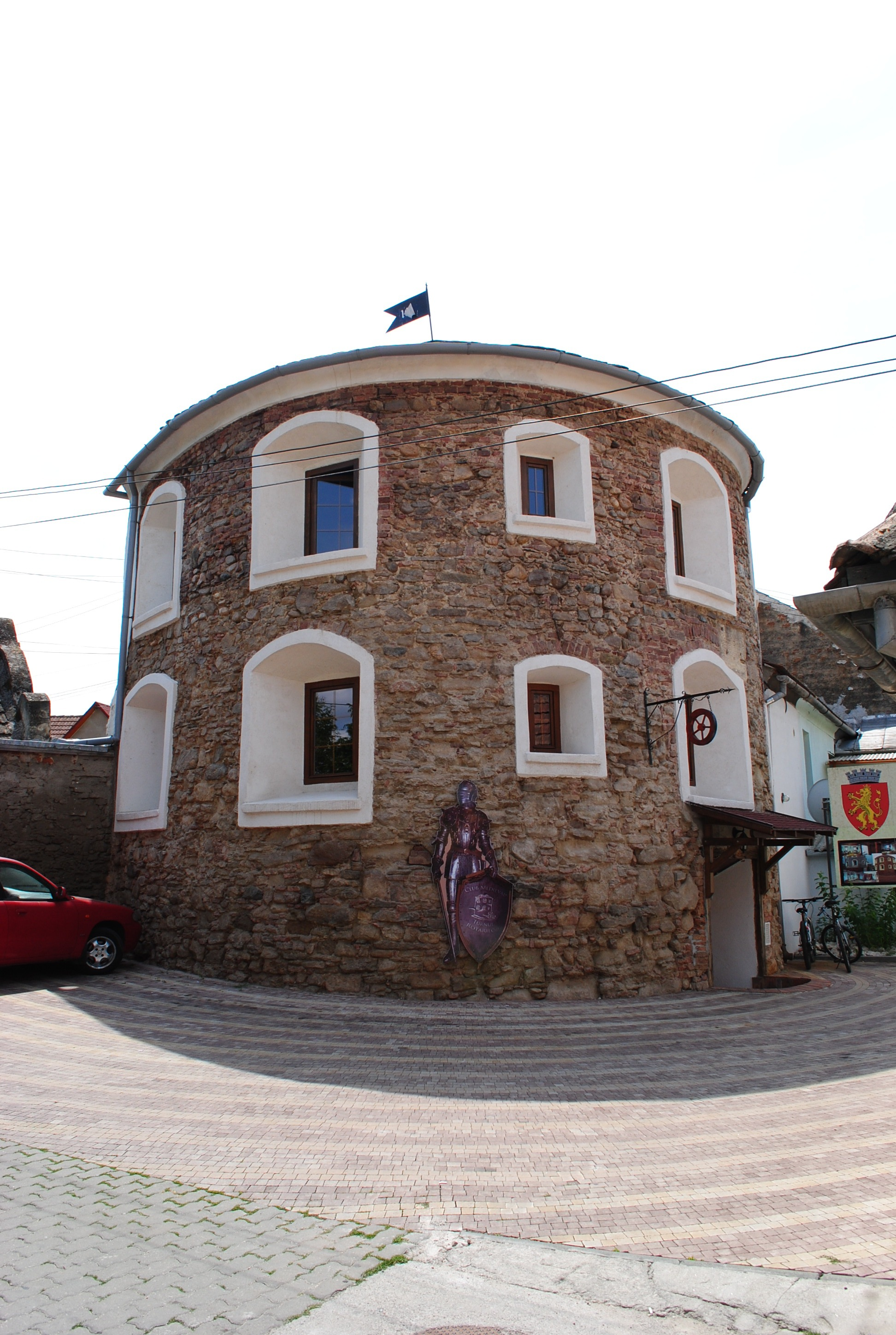
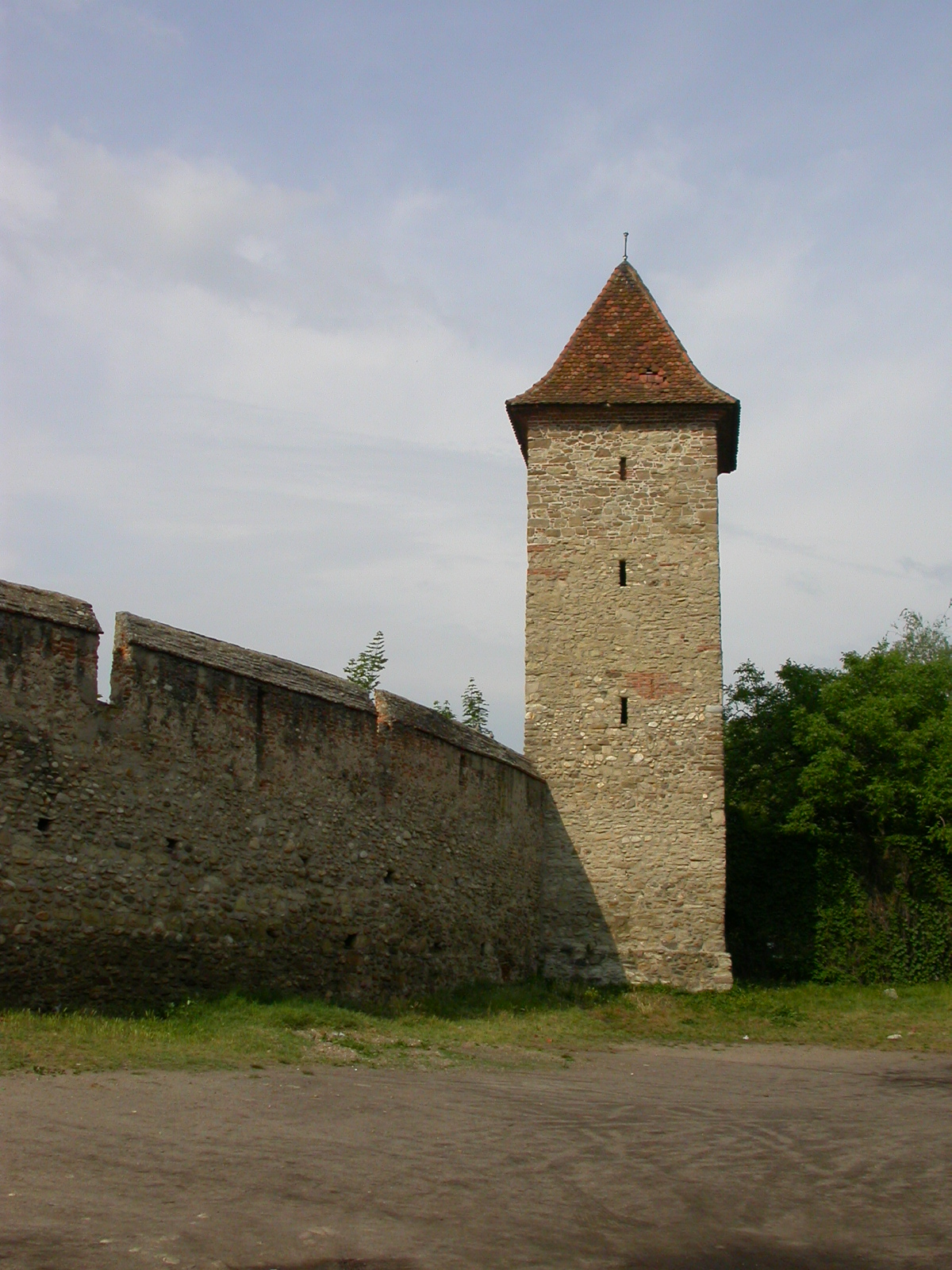
Turnul Studentului
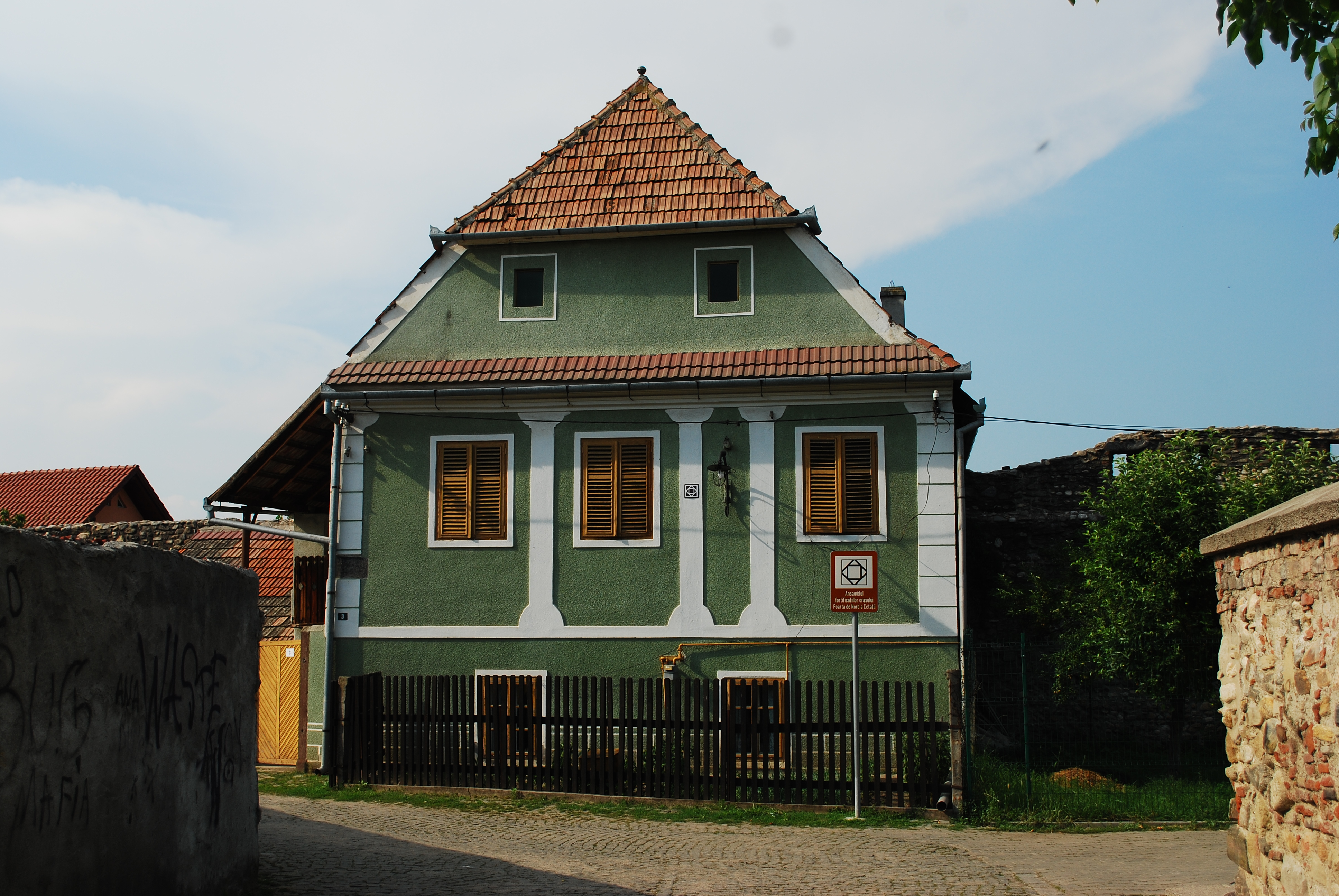